# Gonçalo Paciência
Gonçalo Mendes Paciência (Lavra, 1º agosto 1994) è un calciatore portoghese, attaccante dello Sport Recife.

## Biografia
È figlio dell'allenatore ed ex calciatore Domingos.

## Carriera

### Club
Nato a Matosinhos, a otto anni entra nelle giovanili del Porto. Debutta con la squadra delle riserve dei Dragões il 12 gennaio 2014 nella sfida di Segunda Liga vinta 2-0 contro il Portimonense. Il 22 marzo segna i suoi primi gol (doppietta) nel 2-2 contro il Feirense. Il 21 gennaio 2015 esordisce in prima squadra contro il Braga in Coppa di Portogallo e la settimana successiva segna la sua prima rete nella medesima competizione nella vittoria per 4-1 contro l'Academica.
Per trovare più spazio nella stagione 2015-16 passa a titolo temporaneo all'Academica di Coimbra. Seguono successivamente i prestiti all'Olympiakos, al Rio Ave e al Vitoria Setubal.
Il 12 luglio 2018 si trasferisce ai tedeschi dell'Eintracht Francoforte, con cui sottoscrive un contratto fino al 2022. Il 18 agosto esordisce con la nuova maglia, segnando un gol, nella sconfitta per 1-2 contro l'Ulma in Coppa di Germania. In seguito ad una rottura del menisco, il portoghese è costretto a saltare la prima parte della stagione. Torna in campo il 17 febbraio 2019 nel match di Bundesliga pareggiato 1-1 contro il Borussia Mönchengladbach. Il 2 marzo timbra la sua prima marcatura nel campionato tedesco nella partita vinta 3-2 contro l'Hoffenheim.
Il 15 settembre 2020 viene ceduto in prestito allo Schalke 04.
Il 6 agosto passa a titolo definitivo al Celta Vigo che paga circa 3.5mln di euro le prestazioni del giocatore.

### Nazionale
Partecipa, con il Portogallo Under-21, all'europeo di categoria nel 2015, conquistando il secondo posto finale. Disputa le Olimpiadi 2016 in Brasile con la nazionale olimpica, arrivando ai quarti di finale del torneo, segnando tre reti in quattro partite disputate. Nel 2017 viene convocato per partecipare nuovamente agli europei Under-21, dove prende parte a due delle tre partite della fase a gruppi. Nel novembre dello stesso anno, viene convocato dal commissario tecnico della nazionale maggiore Fernando Santos per partecipare alle amichevoli contro l'Arabia Saudita e gli Stati Uniti, esordendo proprio contro quest'ultimi il 14 novembre seguente. Due anni esatti dopo gioca la sua seconda partita in Nazionale, andando pure a segno nel 6-0 contro la Lituania.

## Statistiche

### Presenze e reti nei club
Statistiche aggiornate al 23 maggio 2025
| Stagione                     | Squadra                      | Campionato                   | Campionato | Campionato | Coppe nazionali | Coppe nazionali | Coppe nazionali | Coppe continentali | Coppe continentali | Coppe continentali | Altre coppe | Altre coppe | Altre coppe | Totale | Totale |
| Stagione                     | Squadra                      | Comp                         | Pres       | Reti       | Comp            | Pres            | Reti            | Comp               | Pres               | Reti               | Comp        | Pres        | Reti        | Pres   | Reti   |
| ---------------------------- | ---------------------------- | ---------------------------- | ---------- | ---------- | --------------- | --------------- | --------------- | ------------------ | ------------------ | ------------------ | ----------- | ----------- | ----------- | ------ | ------ |
| 2013-2014                    | Porto B                      | SL                           | 19         | 5          | -               | -               | -               | -                  | -                  | -                  | -           | -           | -           | 19     | 5      |
| 2014-2015                    | Porto B                      | SL                           | 16         | 9          | -               | -               | -               | -                  | -                  | -                  | -           | -           | -           | 16     | 9      |
| Totale carriera              | Totale carriera              | Totale carriera              | 35         | 14         |                 | -               | -               |                    | -                  | -                  |             | -           | -           | 35     | 14     |
| 2014-2015                    | Porto                        | PL                           | 1          | 0          | TP+TL           | 0+3             | 0+1             | UCL                | 0                  | 0                  | -           | -           | -           | 4      | 1      |
| 2015-2016                    | Académica                    | PL                           | 27         | 3          | TP+TL           | 2+1             | 1+0             | -                  | -                  | -                  | -           | -           | -           | 30     | 4      |
| 2016-gen. 2017               | Rio Ave                      | PL                           | 15         | 1          | TP+TL           | 0               | 0               | UEL                | 0                  | 0                  |             | -           | -           | 15     | 1      |
| gen.-giu. 2017               | Olympiacos                   | SL                           | 1          | 0          | CG              | 0               | 0               | UEL                | 0                  | 0                  | -           | -           | -           | 1      | 0      |
| 2017-gen. 2018               | Vitória Setúbal              | PL                           | 18         | 5          | TP+TL           | 1+5             | 0+5             | -                  | -                  | -                  | -           | -           | -           | 24     | 10     |
| gen.-giu. 2018               | Porto                        | PL                           | 9          | 0          | TP+TL           | 1+0             | 0               | UCL                | 2                  | 0                  | -           | -           | -           | 12     | 0      |
| Totale Porto                 | Totale Porto                 | Totale Porto                 | 10         | 0          |                 | 4               | 1               |                    | 2                  | 0                  |             | -           | -           | 16     | 1      |
| 2018-2019                    | Eintracht Francoforte        | BL                           | 11         | 3          | CG              | 1               | 1               | UEL                | 6                  | 1                  | -           | -           | -           | 18     | 5      |
| 2019-2020                    | Eintracht Francoforte        | BL                           | 23         | 7          | CG              | 4               | 0               | UEL                | 16                 | 3                  | -           | -           | -           | 43     | 10     |
| 2020-2021                    | Schalke 04                   | BL                           | 15         | 1          | CG              | 1               | 0               | -                  | -                  | -                  | -           | -           | -           | 16     | 1      |
| 2021-2022                    | Eintracht Francoforte        | BL                           | 18         | 3          | CG              | 1               | 0               | UEL                | 6                  | 2                  | -           | -           | -           | 25     | 5      |
| Totale Eintracht Francoforte | Totale Eintracht Francoforte | Totale Eintracht Francoforte | 52         | 13         |                 | 6               | 1               |                    | 28                 | 6                  |             | -           | -           | 86     | 20     |
| 2022-2023                    | Celta Vigo                   | PD                           | 25         | 2          | CR              | 3               | 1               | -                  | -                  | -                  | -           | -           | -           | 28     | 3      |
| 2023-2024                    | Bochum                       | BL                           | 19+2       | 3+0        | CG              | 0               | 0               | -                  | -                  | -                  | -           | -           | -           | 21     | 3      |
| set.-dic. 2024               | Sanfrecce Hiroshima          | J1                           | 8          | 2          | CG+CdL          | 1+1             | 0               | ACL                | 3                  | 2                  | -           | -           | -           | 13     | 4      |
| 2025                         | Sport Recife                 | CP+A                         | 9+4        | 5+0        | CB              | 1               | 0               | -                  | -                  | -                  | CdN         | 6           | 0           | 19     | 5      |
| Totale carriera              | Totale carriera              | Totale carriera              | 239        | 48         |                 | 25              | 9               |                    | 33                 | 8                  |             | 6           | 0           | 303    | 65     |

### Cronologia presenze e reti in nazionale
| Cronologia completa delle presenze e delle reti in nazionale ― Portogallo | Cronologia completa delle presenze e delle reti in nazionale ― Portogallo | Cronologia completa delle presenze e delle reti in nazionale ― Portogallo | Cronologia completa delle presenze e delle reti in nazionale ― Portogallo | Cronologia completa delle presenze e delle reti in nazionale ― Portogallo | Cronologia completa delle presenze e delle reti in nazionale ― Portogallo | Cronologia completa delle presenze e delle reti in nazionale ― Portogallo | Cronologia completa delle presenze e delle reti in nazionale ― Portogallo |
| Data                                                                      | Città                                                                     | In casa                                                                   | Risultato                                                                 | Ospiti                                                                    | Competizione                                                              | Reti                                                                      | Note                                                                      |
| ------------------------------------------------------------------------- | ------------------------------------------------------------------------- | ------------------------------------------------------------------------- | ------------------------------------------------------------------------- | ------------------------------------------------------------------------- | ------------------------------------------------------------------------- | ------------------------------------------------------------------------- | ------------------------------------------------------------------------- |
| 14-11-2017                                                                | Leiria                                                                    | Portogallo                                                                | 1 – 1                                                                     | Stati Uniti                                                               | Amichevole                                                                | -                                                                         | 46’                                                                       |
| 14-11-2019                                                                | Faro                                                                      | Portogallo                                                                | 6 – 0                                                                     | Lituania                                                                  | Qual. Euro 2020                                                           | 1                                                                         |                                                                           |
| Totale                                                                    |                                                                           | Presenze                                                                  | 2                                                                         |                                                                           | Reti                                                                      | 1                                                                         |                                                                           |

## Palmarès

### Club

#### Competizioni statali
- Campionato Pernambucano: 1

Sport Recife: 2025

#### Competizioni nazionali
- Campionato greco: 1

Olympiakos: 2016-2017
- Campionato portoghese: 1

Porto: 2017-2018

#### Competizioni internazionali
- UEFA Europa League: 1

Eintracht Francoforte: 2021-2022

### Individuale
- Capocannoniere della Coppa di Lega portoghese: 2

2017-2018 (5 gol)